# یوکی اوکادا
یوکی اوکادا (ژاپنی: 岡田 佑樹؛ زادهٔ ۴ اکتبر ۱۹۸۳) یک بازیکن فوتبال اهل ژاپن است.
از باشگاه‌هایی که در آن بازی کرده‌است می‌توان به باشگاه فوتبال هوکایدو کونسادول ساپورو، باشگاه فوتبال توچیگی، باشگاه فوتبال میتو هولیهوک و باشگاه فوتبال فوجی‌ئدا اشاره کرد.